# Centre de documentation sur les métiers du livre

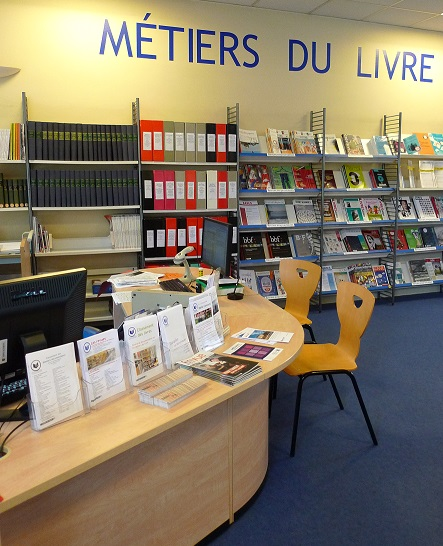
Le Centre de Documentation sur les Métiers du Livre, situé au sein de la bibliothèque Buffon à Paris 5e.

Le Centre de documentation sur les métiers du livre (CDML) est une bibliothèque de la Ville de Paris. Elle est située dans la bibliothèque Buffon, dans le 5e arrondissement, à proximité du Jardin des Plantes. Consacrée aux métiers du livre, elle est destinée aux professionnels du livre et de la documentation (bibliothécaires, libraires, éditeurs) ainsi qu'aux étudiants se destinant à ces professions. Elle est ouverte au public et propose l'emprunt de documents.

## Histoire
Un fonds de documentation professionnelle destiné au personnel des bibliothèques municipales parisiennes est créé en 1971.
En 1984, il est transféré à la bibliothèque Buffon. La collection devient accessible au grand public et est intégrée dans une bibliothèque de lecture publique. À partir de 1995, une grande partie des collections peut être empruntée.
Depuis 2014, le Centre de documentation sur les métiers du livre propose également une veille d'informations sur le réseau X concernant l'actualité des bibliothèques, un blog destiné aux candidats aux concours des bibliothèques, ainsi qu'un Pearltrees.

## Collections

### Domaines
Les principaux domaines couverts par les collections sont : les sciences de l’information, les bibliothèques, la documentation, l'édition, les librairies, la presse, l'histoire et les techniques du livre (papier, imprimerie, reliure), la lecture, la politique culturelle française et les pratiques culturelles.

### Ressources imprimées
La bibliothèque possède environ 7 000 volumes et se trouve abonnée à près d'une quarantaine de périodiques. Les collections incluent également des dossiers documentaires consacrés à l’actualité des bibliothèques et des médiathèques, de l’édition, et de la librairie. Ces dossiers sont réalisés à partir des revues reçues par le centre de documentation.

### Ressources électroniques
La base de données Electre est consultable gratuitement sur les postes longue durée du Centre de documentation sur les métiers du livre.

## Préparation aux concours

### Concours des bibliothèques
Des ouvrages à la préparation des concours des bibliothèques se trouvent au CDML, ainsi qu’une importante documentation :
- Les concours des bibliothèques, édition mise à jour annuellement : brochure d’une centaine de pages recensant tous les concours des bibliothèques qui peut être téléchargée à partir de la page d'informations pratiques.
- Bibliographies pour les concours, sélections d’ouvrages empruntables :
  - Conservateur et Bibliothécaire (État et Fonction publique territoriale)
  - Bibliothécaire assistant spécialisé de classe supérieure, Assistant spécialisé des bibliothèques et des musées de classe supérieure spécialité bibliothèques (ex-Bibliothécaire adjoint spécialisé)
  - Bibliothécaire assistant spécialisé de classe normale, Assistant spécialisé des bibliothèques et des musées de classe normale spécialité bibliothèques (ex-Assistant des bibliothèques), Assistant territorial de conservation et Assistant territorial principal de conservation du patrimoine et des bibliothèques
  - Magasinier, Adjoint d'accueil de surveillance et de magasinage dans la spécialité bibliothèques (AASM), Adjoint territorial du patrimoine
- Calendrier des concours des bibliothèques
- Rapports de jury et annales des concours des bibliothèques de la Ville de Paris
- Blog "Biblio concours" dédié aux concours des bibliothèques, et fil X associé

### Concours de la documentation, du patrimoine et de la culture
La majorité des manuels pour préparer les concours de la documentation (chargé d'études documentaires, secrétaire de documentation, professeur-documentaliste) sont disponibles pour le prêt.
Le fonds comporte également de nombreux documents sur les archives, les musées et la politique culturelle.

## Rencontres professionnelles
- « Un média est-il une entreprise comme les autres ? » - Rencontre avec Emmanuel Hoog, jeudi 4 avril 2019
- Colin Sidre et Livia Rapatel, rencontre autour de l'ouvrage Faire vivre l'action culturelle en bibliothèque : du tout-petit au jeune adulte, le mardi 9 avril 2019
- Les réseaux sociaux en bibliothèque - Rencontre autour de l’étude Des tweets et des likes en bibliothèque commanditée par la Bibliothèque Publique d’Information (mars 2018)
- Les communs du savoir en bibliothèque - Intervenants : Lionel Dujol et Silvère Mercier (février 2018)
- L'accueil en bibliothèques (octobre 2017)
- Se lancer dans les métiers de l'édition aujourd'hui (est-ce bien raisonnable ?) (mai 2017)
- Valoriser les faire vivre les ouvrages des éditeurs indépendants - Festival Raccords/éditeurs associés (avril 2017)
- Le livre numérique en bibliothèques (novembre 2016)
- Rencontre avec l'équipe du Labo de l'édition (octobre 2016)
- Construire des pratiques participatives dans les bibliothèques (octobre 2016)
- Quel rôle pour les écrivains publics en bibliothèques ? (avril 2016)
- Jouer en bibliothèques (octobre 2015)
- Le management de l'entreprise d'édition (avril 2015)
- Pourquoi brûle-t-on des bibliothèques ? (mars 2015)
- On vous livre la recette : Les secrets de fabrication d'un livre de cuisine (novembre 2014)
- Les concours des bibliothèques : comment les préparer (la suite) (septembre 2014)
- Histoire de la littérature jeunesse du XVIe siècle jusqu'à nos jours (mai 2014)
- Le métier d'écrivain public (avril 2014)
- La petite journée des Editeurs Associés (avril 2014)
- Les concours des bibliothèques : comment les préparer ? (janvier 2014)
- Recherche et veille documentaire (octobre 2013)
- Les bibliothèques et l'insertion professionnelle (juin 2013)
- Comment publier son premier roman (juin 2013)
- Le phénomène du mook (avril 2013)
- Impressions numériques : quels futurs pour le livre avec Jean Sarzana (octobre 2012)
- Bibliothèques : quel rôle dans l'insertion professionnelle ? (avril 2012)
- Conférence avec Olivia Rosenthal (mars 2012)
- Le métier de fabricant : un métier au cœur de la chaine de production du livre (février 2012)
- Les stratégies de développement numérique : quelles perspectives pour le livre ? (juin 2011)
- Couleurs en bibliothèque (mai 2011)
- Exposer la bande dessinée : formes, supports, pratiques (mai 2011)
- À qui s’adresse le livre de jeunesse : adultes, jeunes adultes et prescripteurs (avril 2011)
- Le Livre-objet : valorisation ou banalisation du livre ? (février 2011)
- La bibliothèque vue par ses usagers (février 2011)
- Femmes, pouvoir et bibliothèque (octobre 2010)
- Qu’est-ce qui fait le succès d’un livre ? (juin 2010)
- De l’idée à la réalisation : la création d’une maison d’édition (avril 2010)
- Les sans-abri dans les bibliothèques : une place à part ? (avril 2010)
- Librairies et bibliothèques : quelles pratiques professionnelles partagées ? (décembre 2009)
- Livres, lectures et bibliothèques dans la France occupée (octobre 2009)
- La lecture en prison : quel rôle pour les bibliothèques de lecture publique (mai 2009)
- L’archivage du web (avril 2009)
- Éditeurs et illustrateurs, 3e partie (juin 2008)
- Architecture et bibliothèque (mai 2008)
- Éditeurs et illustrateurs, 2e partie (mars 2008)
- Les métiers de la reliure : restauration, création, un état des lieux (janvier 2008)
- BD franco-belge/manga asiatique : quelle concurrence ? (décembre 2007)
- Éditeurs et illustrateurs, 1re partie (septembre 2007)
- De Vattemare à la numérisation, rencontre autour des bibliothèques (avril 2007)
- 200 ans de livres illustrés pour la Jeunesse avec Jean-Hugues Malineau (mars 2007)
- Alternatives et limites de la petite édition (octobre 2006)
- Dans la peau d’un bibliothécaire (novembre 2005)
- Illustrer la poésie et le conte : le travail de l’illustratrice Martine Bourre (mars 2005)
- Les métiers du livre : le point sur les formations d’aujourd’hui et leurs débouchés (juin 2004)
- Les travailleurs indépendants dans le secteur de l’édition (mars 2004)
- La nouvelle édition du Métier de Bibliothécaire (janvier 2004)